# Toyota Picnic
De Toyota Picnic is een MPV die in 1996 als kleinere ruimtewagen beneden de Toyota Previa uitkwam. De Picnic was gebaseerd op het onderstel van de Toyota Carina E en had dezelfde tweeliter benzinemotor van 128 pk. Voor de veelrijders was de 2.2 liter dieselmotor van 90 pk leverbaar.
Opvallende stylingsdetails waren de terugkerende C-stijl (wat later op veel meer MPV modellen te zien was) en de mogelijkheid om de auto in twee kleuren te laten leveren.
De Picnic was in diverse luxegradaties leverbaar (Gl, GX en vanaf 1999 ook Executive) met op de tweede zitrij keuze tussen een driepersoons bank of twee losse stoelen. Standaard was de auto voorzien van ABS. De auto werd geroemd om zijn goede rijeigenschappen.
In 2001 viel het doek voor de Picnic en werd hij opgevolgd door de Toyota Avensis Verso.
In Japan, waar de auto al in 1995 uitkwam heette de Picnic Toyota Ipsum. In sommige andere landen werd hij ook als Toyota SportsVan verkocht.
Personenauto's (leverbaar): Aygo · bZ4X · Camry · Corolla · C-HR · Highlander · Land Cruiser · Mirai · Prius · RAV4 · (GR) Supra · Yaris · Yaris Cross

Bedrijfswagens: Hilux · Proace

Niet meer leverbaar: 1000 · 2000GT · 4Runner · Auris · Avensis · Avensis Verso · Carina · Celica · Corolla Verso · Corona · Cressida · Crown · Dyna · FunCruiser · GT86 · Hiace · iQ · LiteAce · MR2 · Paseo · Picnic · Previa · Starlet · Tercel · Urban Cruiser · Verso · Verso-S · Yaris Verso